# Heuchera
Heuchera (L., 1753) è un genere di piante perenni appartenente alla famiglia delle Saxifragaceae, originario del Nordamerica.

## Descrizione

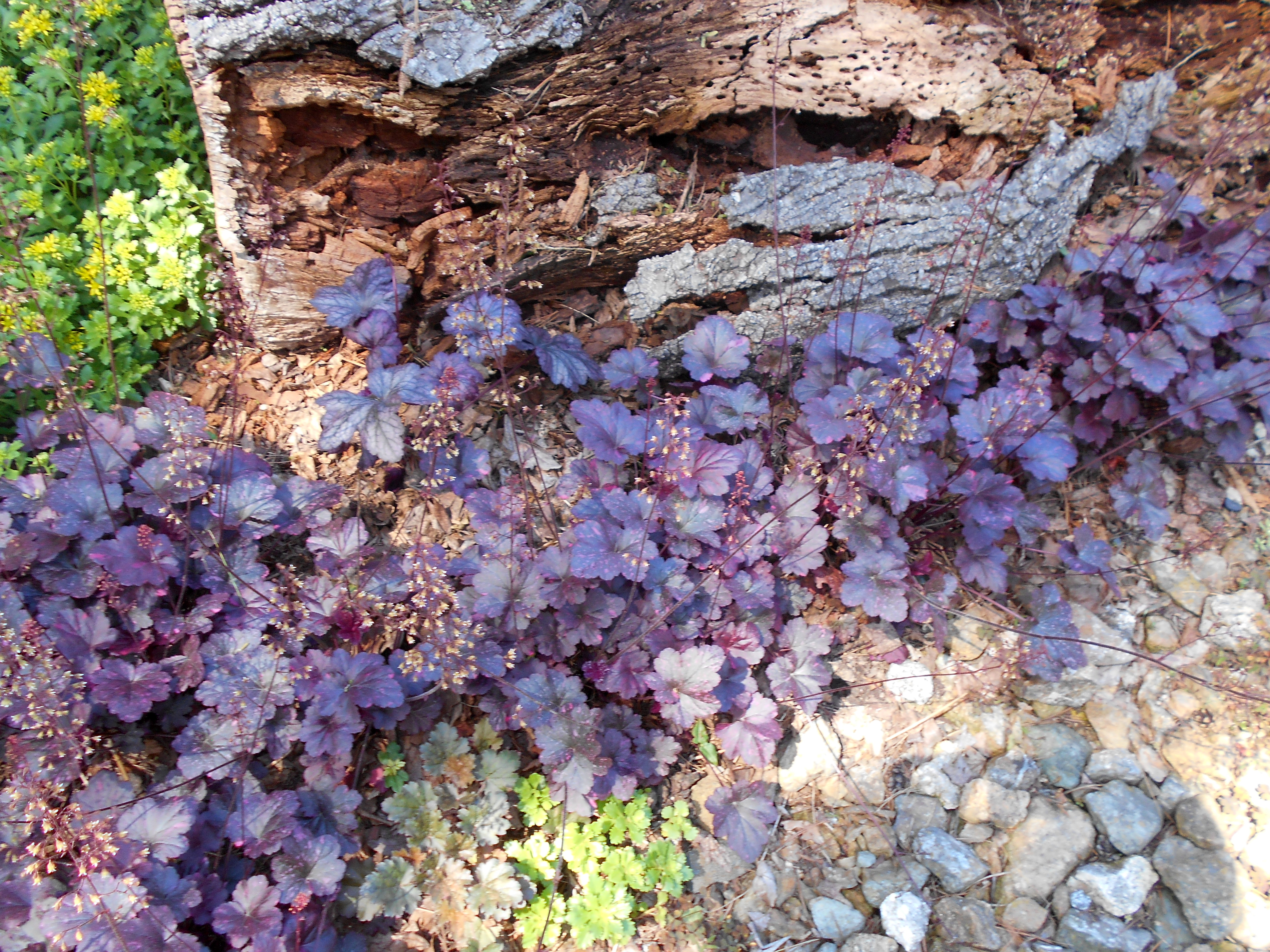
Heuchera Midnight Rose

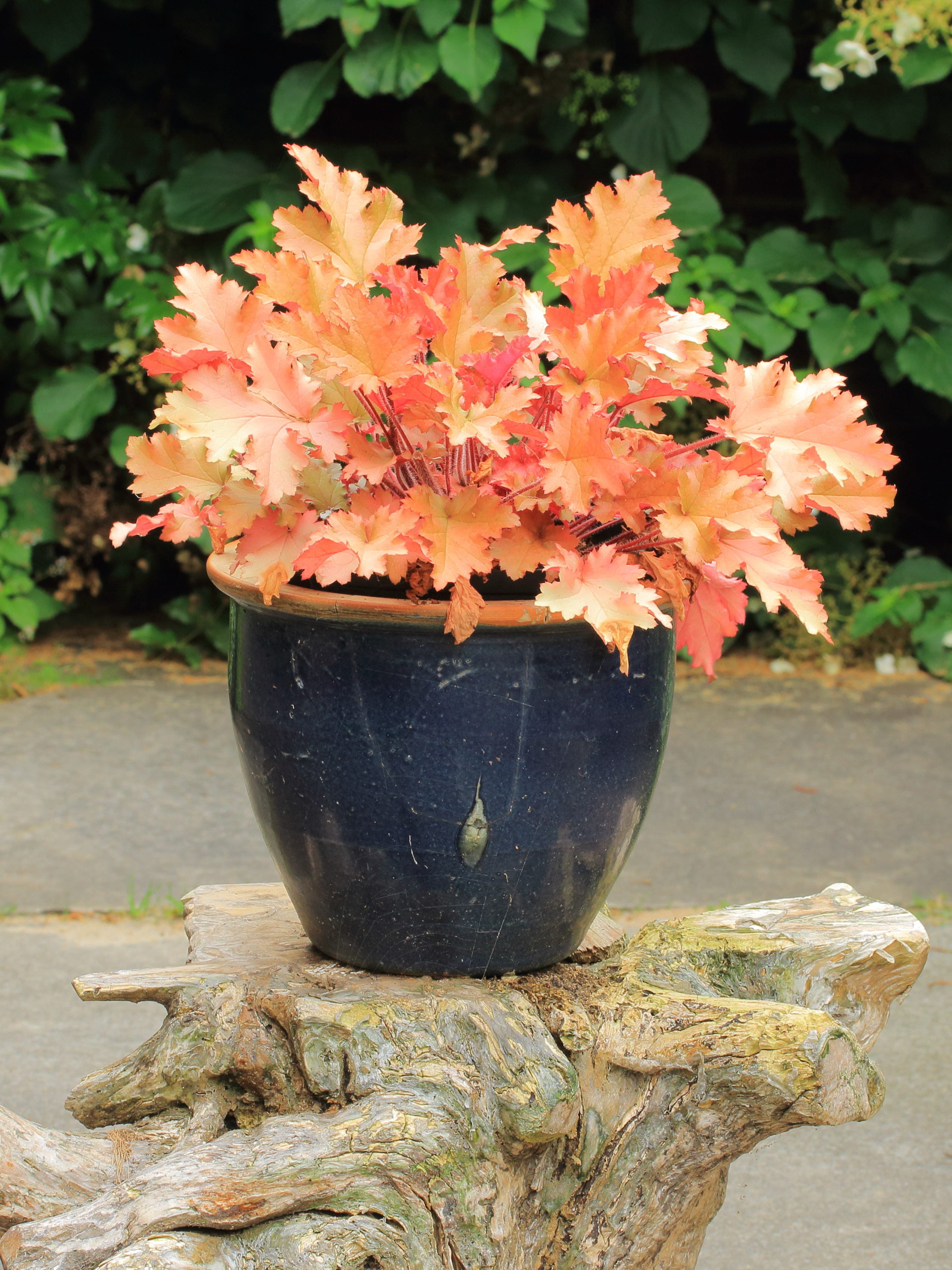
Heuchera Marmalade

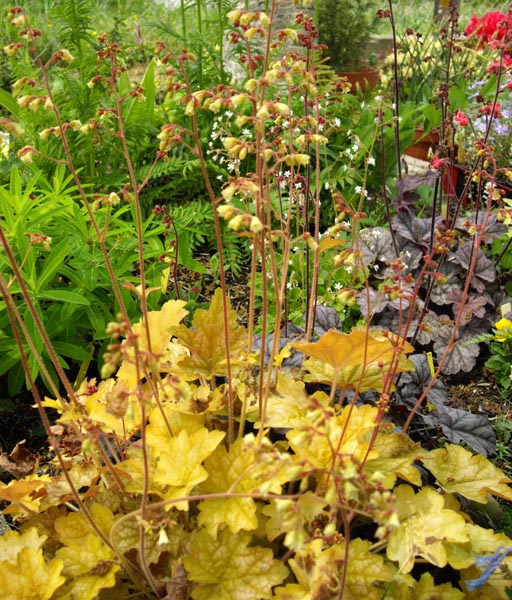
Heuchera Ginger Ale

L’Heuchera ha foglie palmate e lobate poste su un lungo picciolo. Il genere prende il nome dal fisico tedesco Johann Heinrich von Heucher (1677–1746), professore all'Università di Wittenberg. Appartengono alla famiglia più di 40 specie circa, ma è molto diffusa l'ibridazione, modificandone spesso fiori e foglie.
I fiori sono piccoli e sbocciano in estate su steli esili, ma le molte specie e varietà vengono selezionate soprattutto per il fogliame ornamentale dai colori più vari.
Per quanto in lingua inglese sia definito alumroot o coral bells (per l' Heuchera sanguinea), in italiano il nome del genere definisce anche il nome più diffuso e comune di questo genere di piante.

## Distribuzione
L'heuchera cresce in diversi habitat, ogni specie è piuttosto differente dalle altre. Alcune si possono trovare in luoghi rocciosi e ventosi, altre nei secchi canyon o in climi aridi. Negli Stati Uniti d'America, le piante rendono meglio in posizioni ombrose. Largo uso viene fatto dell'heuchera come pianta ornamentale o da giardino, soprattutto della specie Heuchera americana e Heuchera micrantha.

## Tassonomia
Attualmente sono accettate 43 specie:
- Heuchera abramsii Rydb.
- Heuchera acutifolia Rose
- Heuchera alba Rydb.
- Heuchera americana L.
- Heuchera bracteata (Torr.) Ser.
- Heuchera brevistaminea Wiggins
- Heuchera caespitosa Eastw.
- Heuchera caroliniana (Rosend., Butters & Lakela) E.F.Wells
- Heuchera chlorantha Piper
- Heuchera cylindrica Douglas
- Heuchera × easthamii Calder & Savile
- Heuchera eastwoodiae Rosend., Butters & Lakela
- Heuchera elegans Abrams
- Heuchera glabra Willd. ex Schult.
- Heuchera glomerulata Rosend., Butters & Lakela
- Heuchera grossulariifolia Rydb.
- Heuchera hallii A.Gray
- Heuchera hirsutissima Rosend., Butters & Lakela
- Heuchera inconstans R.A.Folk
- Heuchera lakelae R.A.Folk
- Heuchera longiflora Rydb.
- Heuchera longipetala Moc. ex Ser.
- Heuchera maxima Greene
- Heuchera merriamii Eastw.
- Heuchera mexicana J.H.Schaffn.
- Heuchera micrantha Douglas
- Heuchera missouriensis Rosend.
- Heuchera novomexicana Wheelock
- Heuchera parishii Rydb.
- Heuchera parviflora Bartl.
- Heuchera parvifolia Nutt.
- Heuchera pilosissima Fisch. & C.A.Mey.
- Heuchera puberula Mack. & Bush
- Heuchera pubescens Pursh
- Heuchera pulchella Wooton & Standl.
- Heuchera richardsonii R.Br.
- Heuchera rosendahlii R.A.Folk
- Heuchera rubescens Torr.
- Heuchera sanguinea Engelm.
- Heuchera soltisii R.A.Folk & P.J.Alexander
- Heuchera villosa Michx.
- Heuchera wellsiae R.A.Folk
- Heuchera woodsiaphila P.J.Alexander
- Heuchera wootonii Rydb.

## Usi
I nativi americani usavano l'heuchera medicalmente, ad esempio i Tlingit preparavano un rimedio all'infiammazione dei testicoli causata dalla sifilide con l’Heuchera glabra, mentre i Navajo, usavano l’Heuchera novamexicana come panacea come sollievo al dolore. È attestato anche l'uso delle radici dell’Heuchera cylindrica a scopo medicamentoso tra le confederazioni dei Piedi Neri, Salish e Kootenai, Kutenai e Okanagan.